# Peter Daubney
Peter Daubney (* 14. Mai 1968) ist ein ehemaliger englischer Snookerspieler, der zwischen 1991 und 1996 Profispieler war und in dieser Zeit Rang 92 der Snookerweltrangliste erreichte.

## Karriere
Mitte der 1980er-Jahre nahm er an britischen Juniorenturnieren teil, zum Ende der 1980er auch zwei Mal an der English Amateur Championship. Ferner partizipierte er auch an der WPBSA Pro Ticket Series und den Professional Play-offs. Mit Öffnung der Profitour 1991 wurde er Profispieler. In seinen ersten beiden Saisons konnte er beim Grand Prix 1991 und beim Dubai Classic 1992 jeweils die Runde der letzten 32 eines Ranglistenturnieres erreichen, ferner stand er beim zweiten Event der Strachan Challenge auch im Viertelfinale eines Minor-ranking-Turnieres. Von daher war er zeitweise in den Top 100 der Weltrangliste geführt. Danach verschlechterten sich seine Ergebnisse, weitere Hauptrundenteilnahmen blieben ihm verwehrt. Immer noch auf einem guten Rang 109 platziert, beendete er trotzdem am Ende der Saison 1995/96 seine Karriere.